# Dickson Chumba
Dickson Chumba (27 ottobre 1986) è un maratoneta keniota.

## Biografia
Ha iniziato a correre a tempo pieno nel 2008, all'età di 22 anni. Ha esordito in maratona nel 2010, anno in cui si è piazzato al secondo posto sia nella maratona di Madrid che nella Maratona d'Italia a Carpi.
Nel 2011 vince la sua prima maratona, chiudendo in un tempo di 2h08'45" la Maratona di Roma; nell'ottobre dello stesso anno arriva settimo alla Maratona di Francoforte, migliorando il suo personale sulla distanza a 2h07'23". Nel 2014 ha vinto la sua prima major, a Tokyo, stabilendo anche il record della gara; l'anno seguente ha invece vinto la Maratona di Chicago, mentre nel 2018 si è imposto per la seconda volta a Tokyo.

## Altre competizioni internazionali
2010
- Argento alla Maratona d'Italia ( Carpi) - 2h09'20"
- Argento alla Maratona di Madrid ( Madrid) - 2h11'54"
- Oro alla 10 km di Brescia ( Brescia) - 28'56"

2011
- Oro alla Maratona di Roma ( Roma) - 2h08'45"
- 7º alla Maratona di Francoforte ( Francoforte sul Meno) - 2h07'23"

2012
- Oro alla Maratona di Eindhoven ( Eindhoven) - 2h05'46"
- Argento alla Xiamen International Marathon ( Xiamen) - 2h08'21"
- 9º alla City-Pier-City Half Marathon ( L'Aia) - 1h01'34"

2013
- 7º alla Maratona di Boston ( Boston) - 2h14'08"
- 8º alla Maratona di Amsterdam ( Amsterdam) - 2h10'15"
- Oro alla UNEP Nairobi Half Marathon ( Nairobi) - 1h04'32"
- 5º al Giro podistico internazionale di Castelbuono ( Castelbuono) - 31'09"

2014
- Oro alla Maratona di Tokyo ( Tokyo) - 2h05'42"
- Bronzo alla Maratona di Chicago ( Chicago) - 2h04'32"
- Argento alla Bogotá Half Marathon ( Bogotà) - 1h04'10"
- Bronzo alla San Diego Rock 'n' Roll Half Marathon ( San Diego9 - 1h00'39"

2015
- Bronzo alla Maratona di Tokyo ( Tokyo) - 2h07'34"
- Oro alla Maratona di Chicago ( Chicago) - 2h09'25"
- 7º alla Bangalore TCS World 10K ( Bangalore) - 28'53"

2016
- Argento alla Maratona di Chicago ( Chicago) - 2h11'26"
- Bronzo alla Maratona di Tokyo ( Tokyo) - 2h07'34"
- 10º alla Yangzhou Half Marathon ( Yangzhou) - 1h02'12"

2017
- Bronzo alla Maratona di Tokyo ( Tokyo) - 2h06'25"
- Argento alla Toronto Waterfront Marathon ( Toronto) - 2h09'11"

2018
- Oro alla Maratona di Tokyo ( Tokyo) - 2h05'30"
- Bronzo alla Bogotá Half Marathon ( Bogotà) - 1h05'23"

2019
- Bronzo alla Maratona di Tokyo ( Tokyo) - 2h08'44"

2021
- Argento alla Maratona di Praga ( Praga) - 2h10'26"